# Серро-де-лас-Флорес
Серро-де-лас-Флорес (исп. Cerro de las Flores) — посёлок в восточной части Мексики, на территории штата Веракрус. Входит в состав муниципалитета Акула.

## Географическое положение
Серро-де-лас-Флорес расположен на юге центральной части штата, к западу от реки Акула, на расстоянии приблизительно 158 километров к юго-востоку от города Халапа-Энрикеса, административного центра штата. Абсолютная высота — 8 метров над уровнем моря.

## Население
Согласно данным, полученным в ходе проведения официальной переписи 2005 года, в посёлке проживало 413 человек (200 мужчин и 213 женщин). Насчитывалось 117 домов. По возрастному диапазону население распределилось следующим образом: 39 % — жители младше 18 лет, 51,8 % — между 18 и 59 годами и 9,2 % — в возрасте 60 лет и старше. Уровень грамотности среди жителей старше 15 лет составлял 77,5 %.
По данным переписи 2010 года, численность населения Серро-де-лас-Флореса составляла 437 человек. Динамика численности населения посёлка по годам:
| 2000 | 2005 | 2010 |
| ---- | ---- | ---- |
| 500  | 413  | 437  |